# Settimana Internazionale di Coppi e Bartali 2001
La Settimana Internazionale di Coppi e Bartali 2001, sedicesima edizione della corsa e prima con questa denominazione, si svolse dal 27 al 31 marzo 2001 su un percorso di 913 km ripartiti in 5 tappe, con partenza a Ferrara e arrivo a Chianciano Terme. Fu vinta dal moldavo Ruslan Ivanov della Alessio davanti all'italiano Dario Frigo e al colombiano Freddy González.

## Tappe
| Tappa  | Data     | Percorso                                     | km  | Vincitore di tappa  | Leader cl. generale |
| ------ | -------- | -------------------------------------------- | --- | ------------------- | ------------------- |
| 1ª     | 27 marzo | Ferrara > Ferrara                            | 159 | Ivan Quaranta       | Ivan Quaranta       |
| 2ª     | 28 marzo | Cento > Montese                              | 214 | Ruslan Ivanov       | Ruslan Ivanov       |
| 3ª     | 29 marzo | Montese > Cantagrillo di Serravalle          | 152 | Ruslan Ivanov       | Ruslan Ivanov       |
| 4ª     | 30 marzo | Cantagrillo di Serravalle > Chianciano Terme | 216 | Alessandro Petacchi | Ruslan Ivanov       |
| 5ª     | 31 marzo | Chianciano Terme > Chianciano Terme          | 172 | Nicola Chesini      | Ruslan Ivanov       |
| Totale | Totale   | Totale                                       | 913 |                     |                     |

## Dettagli delle tappe

### 1ª tappa
- 27 marzo: Ferrara > Ferrara – 159 km

| Pos. | Corridore     | Squadra | Tempo    |
| ---- | ------------- | ------- | -------- |
| 1    | Ivan Quaranta | Alexia  | 3h59'47" |
| 2    | Luca Paolini  | Mapei   | s.t.     |
| 3    | Enrico Degano | Panaria | s.t.     |

| Pos. | Corridore     | Squadra | Tempo    |
| ---- | ------------- | ------- | -------- |
| 1    | Ivan Quaranta | Alexia  | 3h59'42" |

### 2ª tappa
- 28 marzo: Cento > Montese – 214 km

| Pos. | Corridore       | Squadra       | Tempo    |
| ---- | --------------- | ------------- | -------- |
| 1    | Ruslan Ivanov   | Alessio       | 5h45'55" |
| 2    | Dario Frigo     | Fassa Bortolo | s.t.     |
| 3    | Sergej Jakovlev | Cantina Tollo | a 6"     |

| Pos. | Corridore     | Squadra | Tempo    |
| ---- | ------------- | ------- | -------- |
| 1    | Ruslan Ivanov | Alessio | 9h45'51" |

### 3ª tappa
- 29 marzo: Montese > Cantagrillo di Serravalle – 152 km

| Pos. | Corridore        | Squadra       | Tempo    |
| ---- | ---------------- | ------------- | -------- |
| 1    | Ruslan Ivanov    | Alessio       | 4h12'23" |
| 2    | Dario Frigo      | Fassa Bortolo | s.t.     |
| 3    | Raimondas Rumšas | Fassa Bortolo | s.t.     |

| Pos. | Corridore     | Squadra | Tempo     |
| ---- | ------------- | ------- | --------- |
| 1    | Ruslan Ivanov | Alessio | 13h58'09" |

### 4ª tappa
- 30 marzo: Cantagrillo di Serravalle > Chianciano Terme – 216 km

| Pos. | Corridore           | Squadra       | Tempo    |
| ---- | ------------------- | ------------- | -------- |
| 1    | Alessandro Petacchi | Fassa Bortolo | 5h24'43" |
| 2    | Luca Paolini        | Mapei         | s.t.     |
| 3    | Fabiano Fontanelli  | Mercatone Uno | s.t.     |

| Pos. | Corridore     | Squadra | Tempo     |
| ---- | ------------- | ------- | --------- |
| 1    | Ruslan Ivanov | Alessio | 19h22'52" |

### 5ª tappa
- 31 marzo: Chianciano Terme > Chianciano Terme – 172 km

| Pos. | Corridore           | Squadra       | Tempo    |
| ---- | ------------------- | ------------- | -------- |
| 1    | Nicola Chesini      | Tacconi Sport | 5h17'22" |
| 2    | Giuseppe Di Grande  | Tacconi Sport | s.t.     |
| 3    | Alessandro Petacchi | Fassa Bortolo | s.t.     |

| Pos. | Corridore       | Squadra       | Tempo     |
| ---- | --------------- | ------------- | --------- |
| 1    | Ruslan Ivanov   | Alessio       | 20h40'14" |
| 2    | Dario Frigo     | Fassa Bortolo | a 4"      |
| 3    | Freddy González | Selle Italia  | a 16"     |

## Classifiche finali

### Classifica generale
| Pos. | Corridore          | Squadra                      | Tempo     |
| ---- | ------------------ | ---------------------------- | --------- |
| 1    | Ruslan Ivanov      | Alessio                      | 20h40'14" |
| 2    | Dario Frigo        | Fassa Bortolo                | a 4"      |
| 3    | Freddy González    | Selle Italia-Pacific         | a 16"     |
| 4    | Sergej Jakovlev    | Cantina Tollo-Acqua & Sapone | a 33"     |
| 5    | Giuliano Figueras  | Ceramiche Panaria-Fiordo     | a 1'08"   |
| 6    | Mirko Celestino    | Saeco                        | a 1'20"   |
| 7    | Raimondas Rumšas   | Fassa Bortolo                | a 1'34"   |
| 8    | Andrea Noè         | Mapei-Quick Step             | a 1'59"   |
| 9    | Giuseppe Di Grande | Tacconi Sport-Vini Caldirola | a 2'20"   |
| 10   | Cristiano Frattini | Liquigas-Pata                | a 2'23"   |